# Forgaria nel Friuli
Forgaria nel Friuli is een gemeente in de Italiaanse provincie Udine (regio Friuli-Venezia Giulia) en telt 1944 inwoners (31-12-2004). De oppervlakte bedraagt 29,2 km², de bevolkingsdichtheid is 66 inwoners per km².

## Demografie
Forgaria nel Friuli telt ongeveer 865 huishoudens. Het aantal inwoners daalde in de periode 1991-2001 met 5,2% volgens cijfers uit de tienjaarlijkse volkstellingen van ISTAT.
| Jaar | Inwoneraantal |
| ---- | ------------- |
| 1991 | 2011          |
| 2001 | 1907          |

## Geografie
Forgaria nel Friuli grenst aan de volgende gemeenten: Majano, Osoppo, Pinzano al Tagliamento (PN), Ragogna, San Daniele del Friuli, Trasaghis, Vito d'Asio (PN).